# Къща на Отговорността
„Къща на Отговорността“ е проект, който възниква в Австрия след влизането на австрийската партия FPÖ в управлението под ръководството на Йорг Хайдер, когато Braunauer Rundschau стартира акция за събиране на подписи под слогана „Braunau setzt ein Zeichen“ („Braunau поставя сигнал“).
Политологът Dr. Andreas Maislinger от Инсбрук реагира на призива и предлага родната къща на Адолф Хитлер да се превърне в Къща на Отговорността. Braunauer преглед представя идеята на 4 май 2000:
Доброволци от държави от Европейския съюз, австрийски Zivildiener (отбиващи алтернативна военна служба) и бивши Auslandsdiener (служещи в чужбина) трябвало да работят и живеят заедно в къщата. По този начин щял да се създава постоянен обмен на идеи. Къщата на отговорността щяла да бъде нещо напълно ново, разделено на три етажа. На първия етаж щели да останат нежеланото наследство и национал-социалистическото минало. Вторият етаж трябвало да бъде посветен на настоящето и да предлага конкретна помощ чрез Österreichischen Auslandsdienst (Австрийската асоциация за служба в чужбина) както и чрез проекти за човешките права и страни от Третия свят. На третия етаж щели да се обработват идеи за по-мирно бъдеще.
През следващите години проектът не бил реализиран. Останала само идеята отговорността да бъде поета в родния град на Хитлер. През 2005 г. собственик на къща, намираща се в непосредствена близост до тази на Хитлер, предоставил дома си за реализирането на проекта.
Философска основа за проекта „Къща на Отговорността“ е книгата Das Prinzip Verantwortung (Принципът Отговорност) на Hans Jonas от 1979 година.

## Weblinks
- Къща на Отговорността Архив на оригинала от 2009-09-21 в Wayback Machine.
- Австрийска поменателна служба
- Браунау на Ин